# Phidippus richmani
Phidippus richmani är en spindelart som beskrevs av Edwards 2004. Phidippus richmani ingår i släktet Phidippus och familjen hoppspindlar. Inga underarter finns listade i Catalogue of Life.